# Poecilopsis vedrae
Poecilopsis vedrae là một loài bướm đêm trong họ Geometridae.